# Arbeitslager Blechhammer

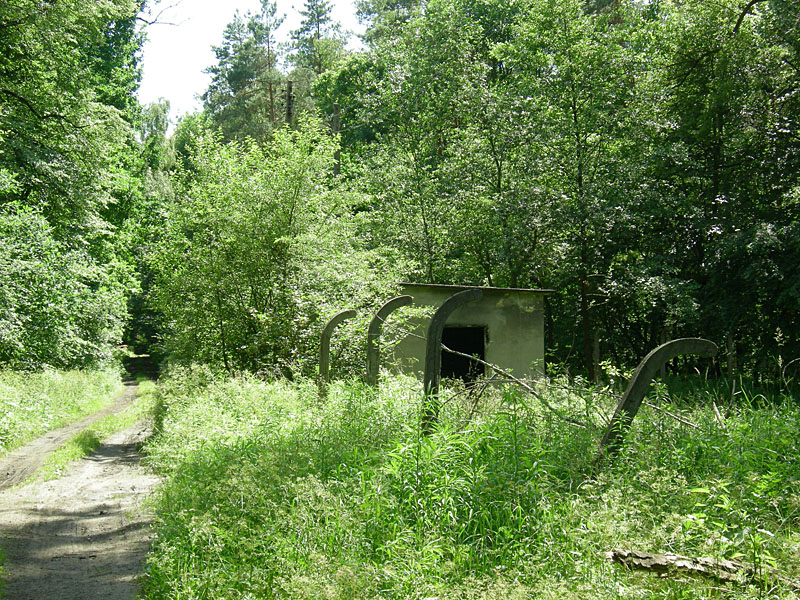
Blechhammer Nord – In der Nähe des Straflagers für Russen und Polen

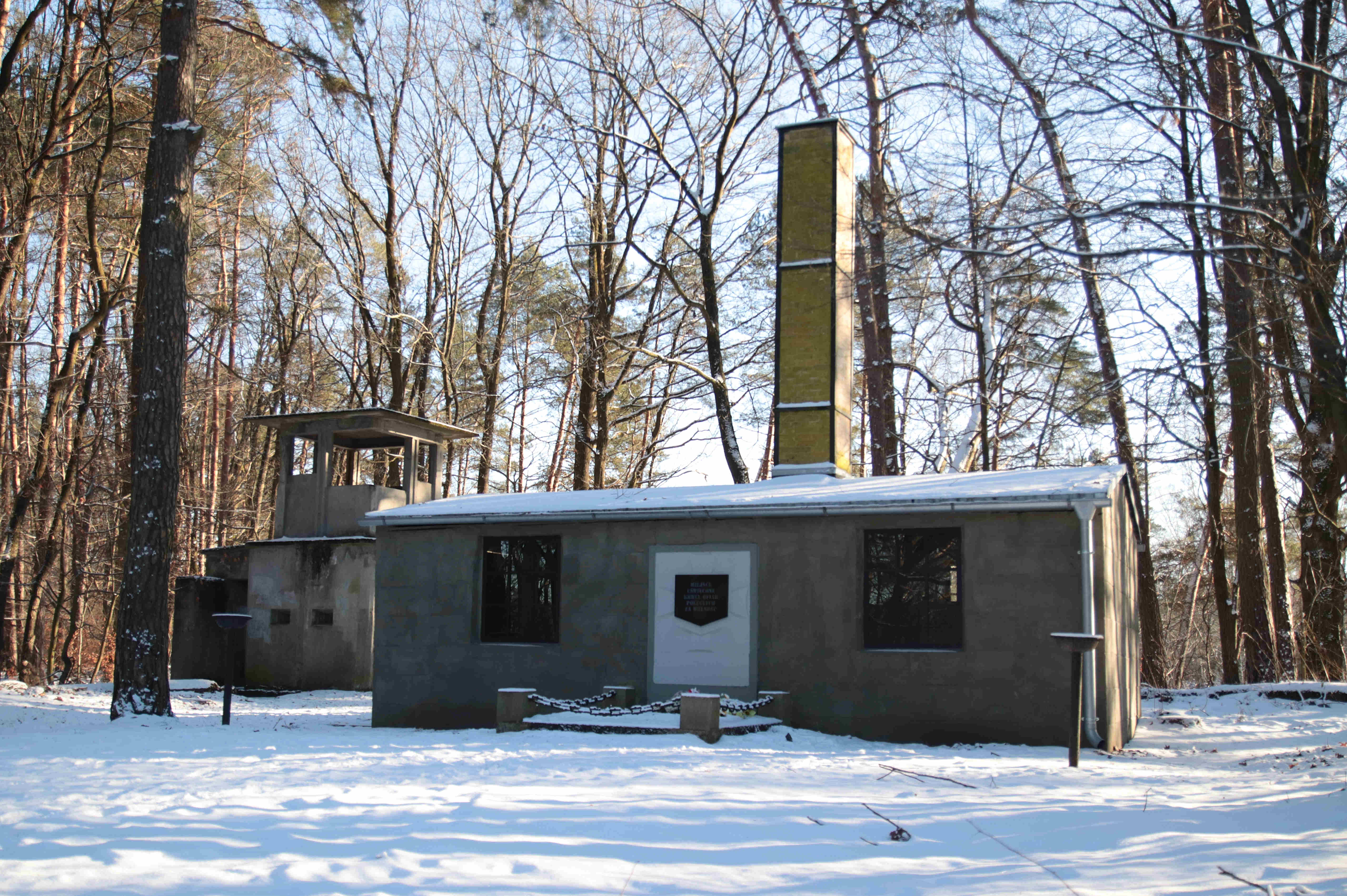
Krematorium des KZ Blechhammer – 2024

Die Arbeitslager von Blechhammer lagen in der Umgebung des Dorfes Blechhammer (poln. Blachownia Śląska) im oberschlesischen Industriegebiet Heydebreck O.S. (heute Kędzierzyn) und gehörten während des Zweiten Weltkrieges zum Interessengebiet des KZ Auschwitz. Sowohl die Überreste dieses Arbeitslagers als auch des Konzentrationslagers Blechhammer liegen auf dem Gebiet der heutigen Stadtgemeinde Kędzierzyn-Koźle südöstlich von Opole und westlich von Kattowitz.

## Geschichte
Im April 1942 wurde in Blechhammer ein Zwangsarbeitslager für Juden errichtet, aus dem später ein Außenkommando des KZ Auschwitz wurde. Das viel umfassendere Lagersystem bestand während des Zweiten Weltkrieges aus (Kriegs-)Gefangenenlagern, Arbeiterinnen- und Arbeiterlager, Straflagern, Konzentrationslagern und weiteren. Zu diesem Lagerkomplex gehörte auch ein Konzentrationslager für Juden, das Bahnhofslager. Insgesamt waren in Blechhammer etwa 48.000 Zwangsarbeiter einschließlich 2.000 britischer Kriegsgefangener. Die Juden aus der Außenstelle des KZ Auschwitz III Monowitz bildeten einen kleinen Teil von diesen.
Für folgende Betriebe haben die KZ-Häftlinge aus dem Arbeitslager Blechhammer Arbeitsleistungen erbringen müssen:
- Beton- und Monierbau
- Fa. Krause
- Fa. Uhde
- Fa. Roesner
- Fa. Niederdruck
- AEG Gleiwitz
- OHW Holzlagerung
- Fa. Dyckerhoff & Widmann
- Fa. Peters
- Fa. Pook & Gruen

Am 21. Januar 1945 begann die Räumung der Lager Blechhammer. Etwa 200 Gefangene – Transportunfähige und solche, welche verdächtigt wurden sich zu verstecken – wurden sofort ermordet. Anschließend wurden ungefähr 4.000 Gefangene aus Blechhammer und etwa 6.000 aus den Nebenlagern Neu-Dachs, Gleiwitz I, III und IV auf einen Todesmarsch geschickt, etwa 800 wurden auf dem Weg ermordet. Der Todesmarsch begann am 21. Januar 1945, als in etwa 90 Kilometer Entfernung das Konzentrationslager Auschwitz befreit wurde. Die Überlebenden erreichten das KZ Groß-Rosen; von dort wurden in Viehwagons die Juden in das KZ Buchenwald und die Kriegsgefangenen ins KZ Dachau gebracht. Luftangriffe auf diese Züge durch die Alliierten forderten noch zahlreiche weitere Opfer. Heute sind die Konturen der Lager in der Landschaft noch erkennbar. Betonwachtürme, Zaunpfosten, Betoneinfassungen und das Krematorium sind geblieben, die Baracken sind verschwunden.

## Oberschlesische Hydrierwerke AG
Die I.G. Farbenindustrie A.G. hatte am 20. Mai 1944 eine Energiekostenkalkulation für ein Werk der Oberschlesischen Hydrierwerke AG erstellt, das aus Braunkohle synthetisches Benzin für die deutsche Kriegswirtschaft produzieren sollte. Ein Teil der Gefangenen wurde bei der Errichtung eines Hydrierwerks eingesetzt. Aus dem Lagersystem kamen die Arbeitskräfte für die arbeitsintensiven Betriebe der beiden Chemiezentren. Die strategische Bedeutung dieses Chemiestandortes führte in der zweiten Jahreshälfte 1944 zu 15 Angriffen von B-24-Bomberverbänden der amerikanischen Fifteenth Air Force von Stützpunkten in Italien aus. Dabei wurde das Werk zweimal wöchentlich bombardiert.
Überlebende aus der Chemieanlage berichteten, dass auch synthetische Margarine und Marmelade produziert worden wäre. Die Forschung auf dem Gebiet der synthetischen Lebensmittel war zur Behebung von Versorgungsengpässen der Reichsbevölkerung vorgesehen gewesen. Da die mit den produzierten Nahrungsmitteln gefütterten Meerschweinchen mehrheitlich erkrankten, wurden die Nahrungsmittel nicht in Verkehr gebracht.